# Corvus
Corvus Linnaeus, 1758 è un genere di uccelli della famiglia Corvidae.

## Etimologia
Il nome scientifico del genere, Corvus, deriva dal latino ed è alla base anche del nome comune di corvo col quale sono conosciute la maggioranza delle specie ascritte al genere appartenente alla famiglia della corvidae.

## Descrizione

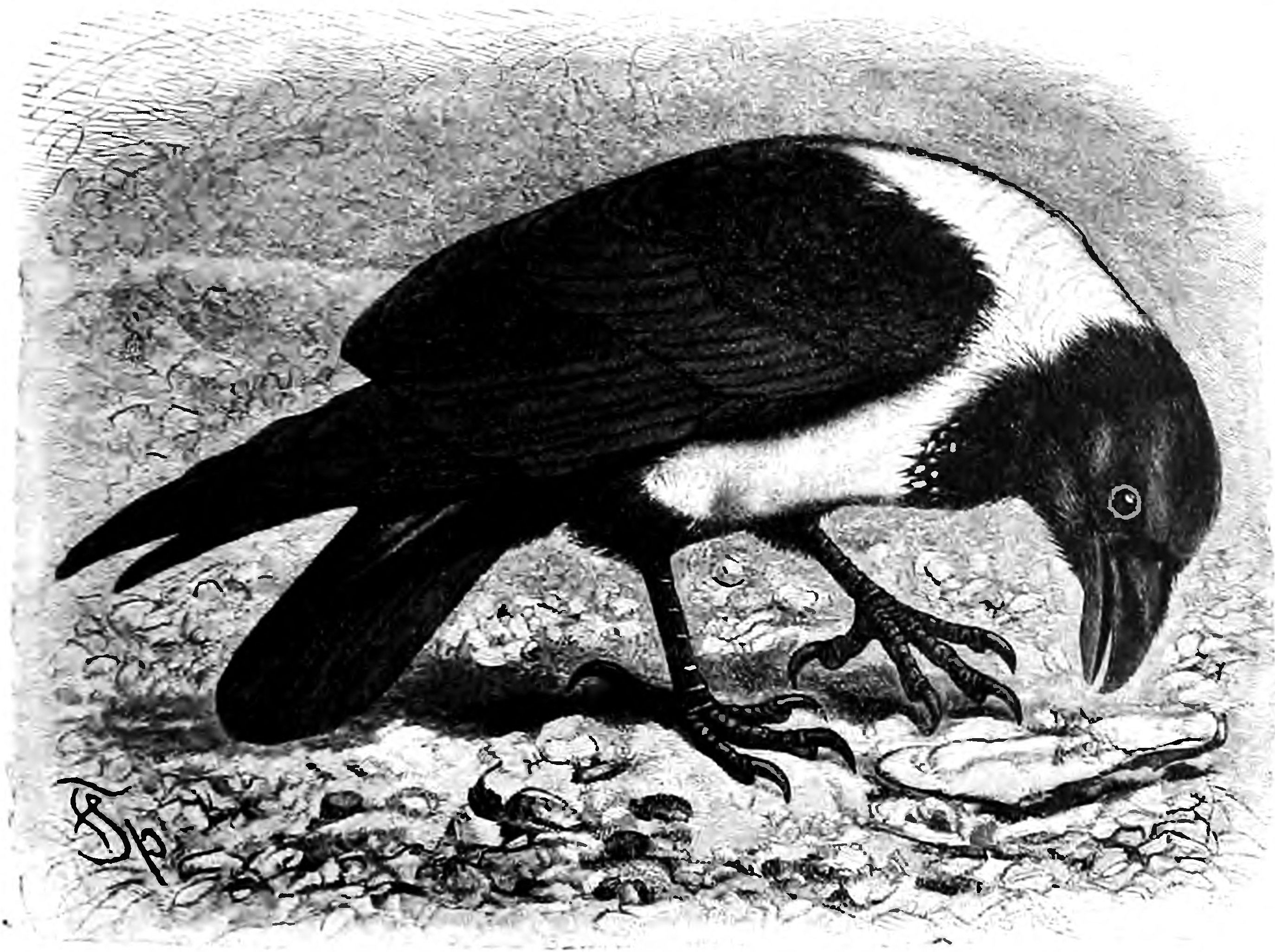
C. albus, una delle poche specie non completamente nere.

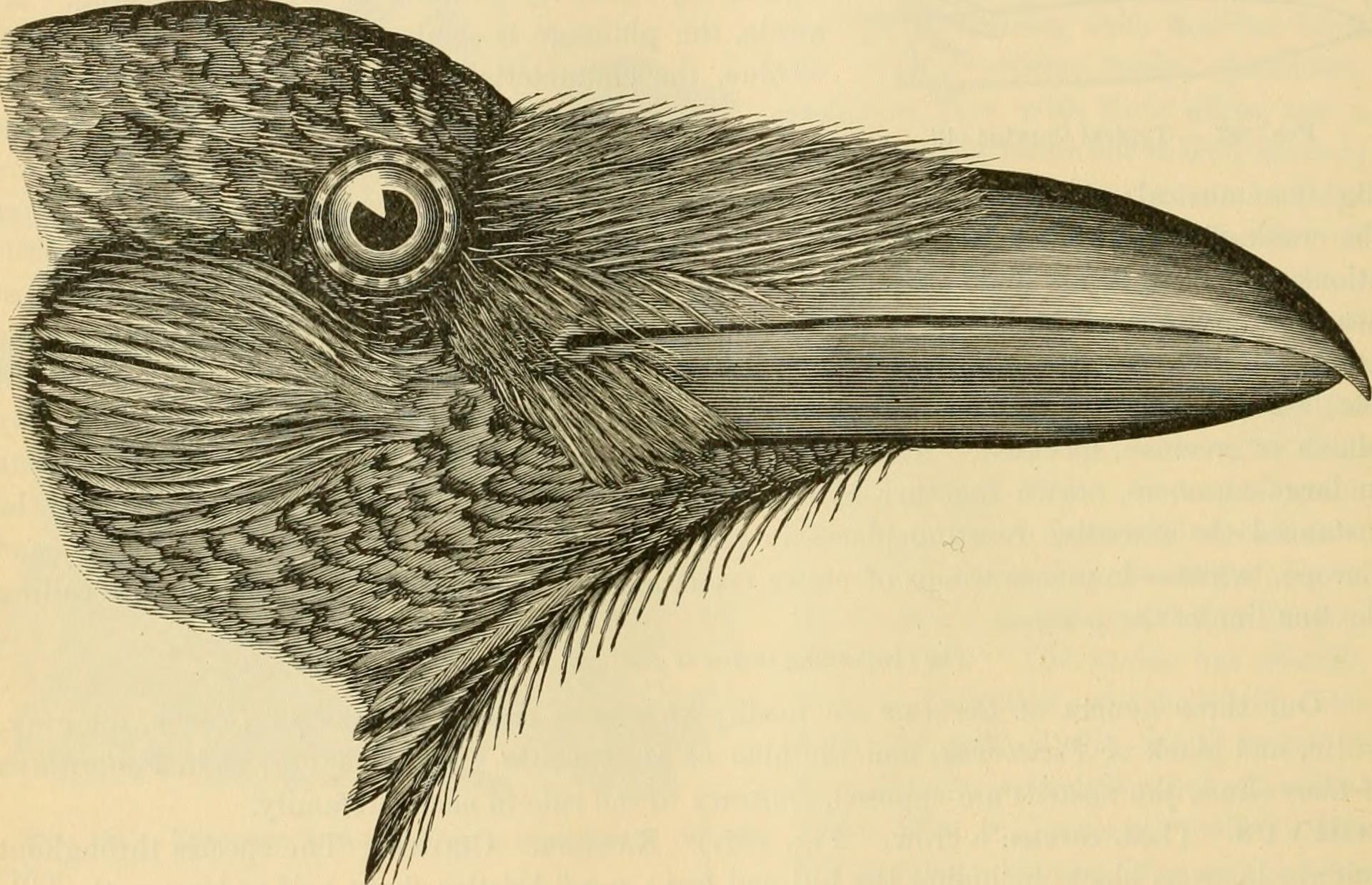
Primo piano di testa di C. corax.

Al genere vengono ascritte specie di dimensioni medio-grandi, che vanno dai 34 cm di alcune piccole specie messicane ai 60–70 cm dei grossi corvo imperiale e corvo abissino, che assieme all'uccello lira rappresentano i passeriformi di maggiori dimensioni.
Si tratta di uccelli dall'aspetto robusto e slanciato, muniti di piccola testa arrotondata con forte becco conico, allungato e appuntito, dall'estremità lievemente ricurva verso il basso: le ali sono digitate, le zampe sono forti e la coda è corta e cuneiforme.
La colorazione della livrea è dominata dai toni del nero, con alcune specie che presentano piumaggio dalle iridescenze metalliche ed altre che presentano aree bianche o grigie su collo o torso: le specie australiane presentano occhi chiari, mentre generalmente le iridi sono scure.

## Biologia
I corvi sono uccelli diurni e moderatamente sociali, con alcune specie dai costumi prevalentemente solitari all'infuori della stagione riproduttiva ed altri che in caso di fonti di cibo particolarmente abbondanti si riuniscono in stormi di centinaia d'individui: durante la stagione degli amori, tuttavia, le coppie divengono territoriali. I corvi possiedono un'ampia varietà di vocalizzazioni (fra cui i caratteristici gracchi), utilizzate per comunicare coi conspecifici: essi sono inoltre in grado di imitare i richiami di altre specie.
I corvi presentano intelligenza molto sviluppata, che utilizzano principalmente per procacciarsi il cibo, mostrando memoria episodica ed arrivando a fabbricare utensili. È dimostrato che, se un esemplare subisce una violenza da un essere umano, possono portare "rancore" per diversi anni, arrivando ad attaccare l'autore delle violenze, non solo dall'esemplare che ha subito l'attacco, ma anche dai componenti del suo gruppo, andando anche oltre alla sua morte.
Questi uccelli sono essenzialmente onnivori e molto opportunisti, cibandosi praticamente di qualsiasi cosa riescano a trovare, dalle carcasse alle granaglie, ai piccoli animali.
Si tratta di uccelli longevi e rigidamente monogami, con le coppie che rimangono insieme per la vita e collaborano in tutte le fasi della riproduzione.

## Distribuzione e habitat
Il genere ha distribuzione praticamente cosmopolita, essendo diffuso nei cinque continenti ed essendo poco rappresentato solo in Sudamerica. Le specie popolano un po' tutti gli habitat, abitando dalla taiga boreale alla savana, dalla foresta pluviale del Sud-est asiatico al deserto arabico, ai mangrovieti: questi animali evitano unicamente le aree troppo densamente alberate.

## Tassonomia

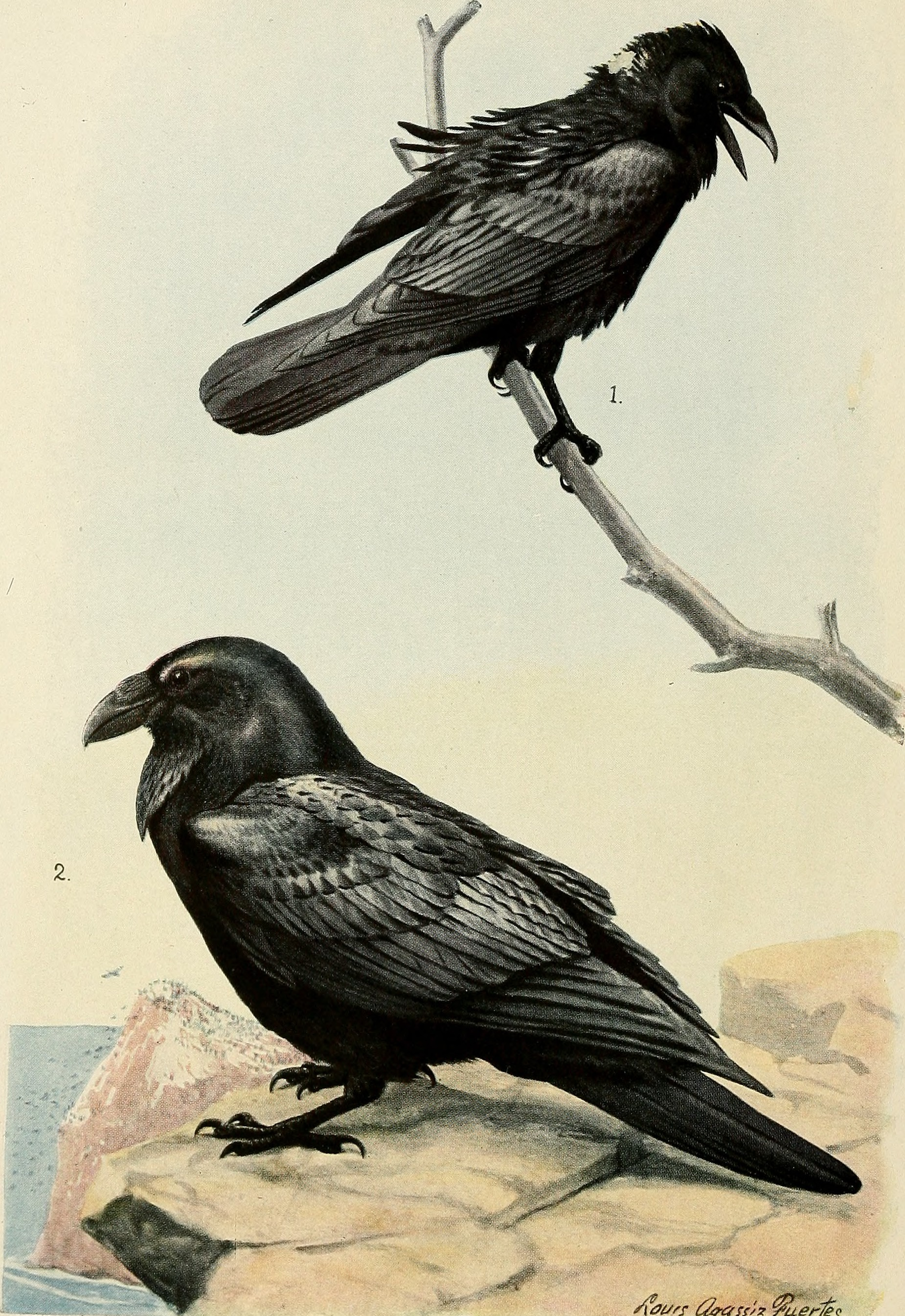
In alto C. albicollis
In basso C. corax.

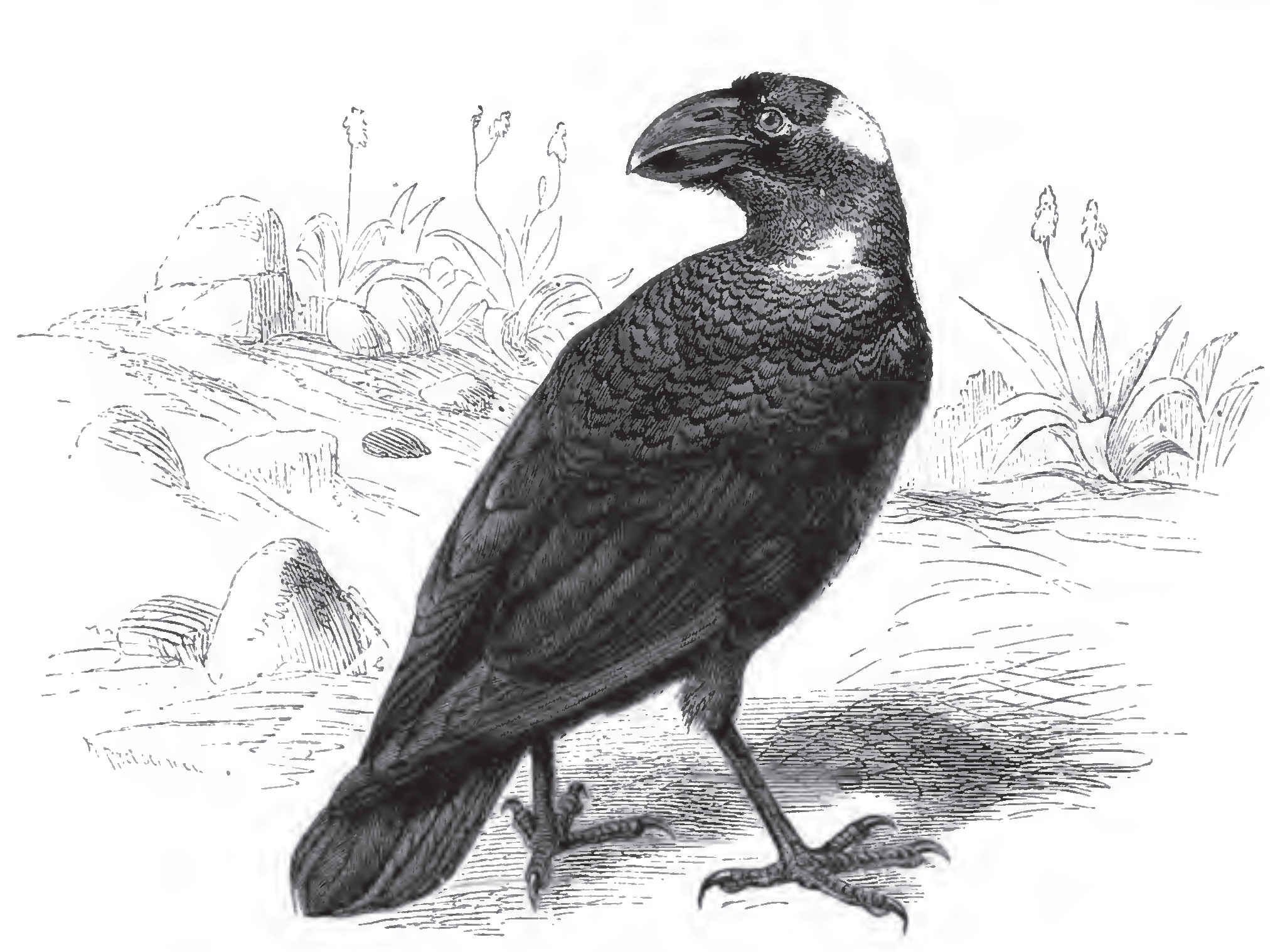
C. crassirostris.

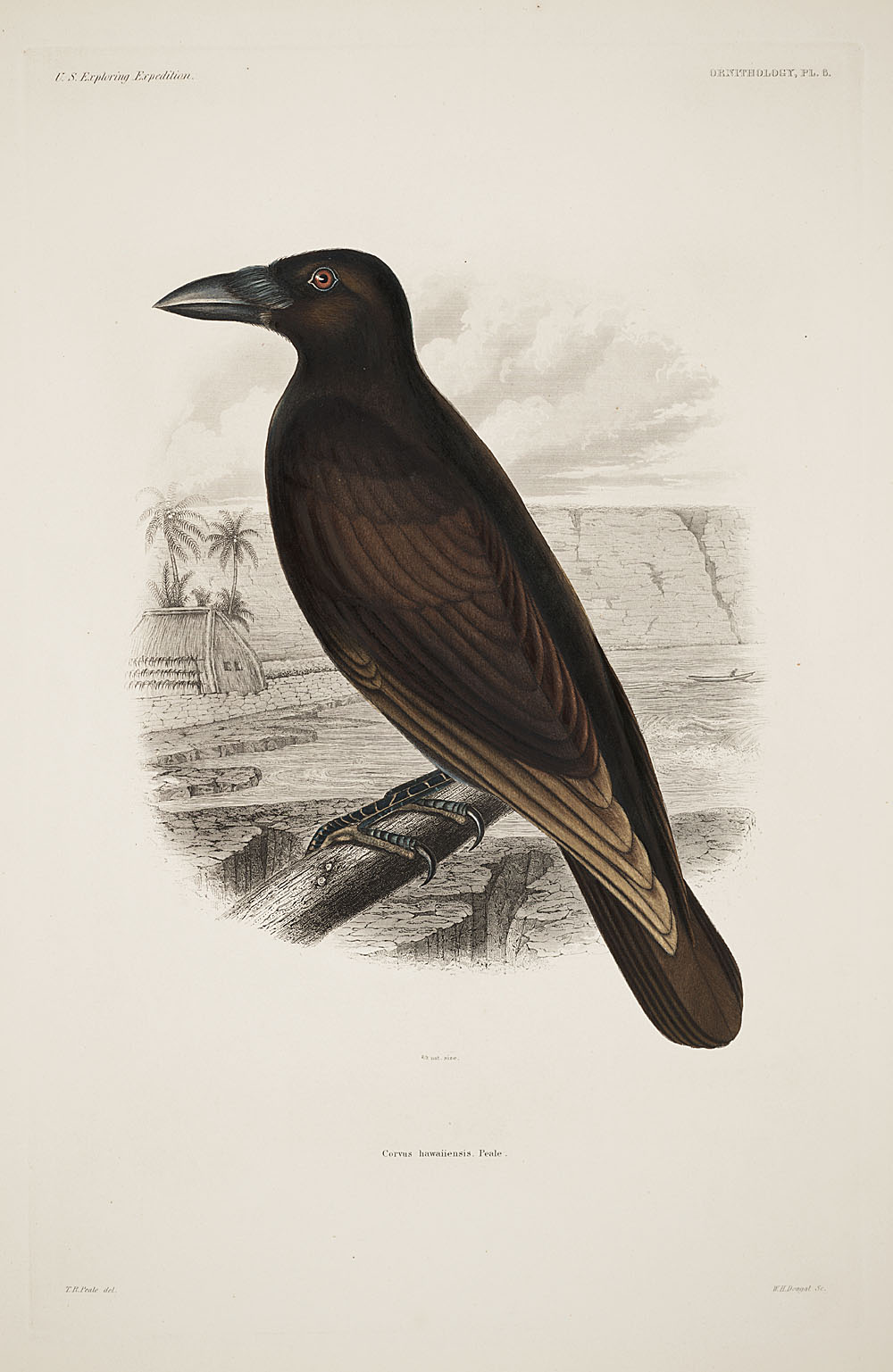
C. hawaiiensis.

Il genere Corvus rappresenta uno di quelli descritti già nelle prime stesure del Systema Naturae di Linneo.
Al genere vengono ascritte più di 46 specie:
1. Corvus splendens Vieillot, 1817 - corvo delle case
2. Corvus moneduloides Lesson, 1831 - cornacchia della Nuova Caledonia
3. Corvus unicolor (Rothschild & Hartert, 1900) - cornacchia di Banggai
4. Corvus enca (Horsfield, 1822) - cornacchia beccofine
5. Corvus violaceus Bonaparte, 1850 - corvo violaceo
6. Corvus typicus (Bonaparte, 1853) - cornacchia di Sulawesi
7. Corvus florensis Büttikofer, 1894 - cornacchia di Flores
8. Corvus kubaryi Reichenow, 1885 - cornacchia delle Marianne
9. Corvus validus Bonaparte, 1851 - cornacchia beccolungo
10. Corvus woodfordi (Ogilvie-Grant, 1887) - corvo beccobianco
11. Corvus meeki Rothschild, 1904 - corvo di Boungainville
12. Corvus fuscicapillus Gray, 1859 - corvo testabruna
13. Corvus tristis Lesson e Garnot, 1827 - corvo grigio
14. Corvus capensis Lichtenstein, 1823 - corvo del Capo
15. Corvus frugilegus Linnaeus, 1758 - corvo comune
16. Corvus brachyrhynchos Brehm, CL, 1822 - cornacchia americana
17. Corvus caurinus Baird, 1858 - cornacchia del nordovest
18. Corvus imparatus Peters, 1929 - corvo del Tamaulipas
19. Corvus sinaloae Davis, 1958 - cornacchia del Sinaloa
20. Corvus ossifragus Wilson, 1812 - corvo pescatore
21. Corvus palmarum Württemberg, 1835 - cornacchia delle palme
22. Corvus minutus Gundlach, 1852 - corvo delle palme di Cuba
23. Corvus jamaicensis Gmelin, 1788 - cornacchia della Giamaica
24. Corvus nasicus Temminck, 1826 - cornacchia di Cuba
25. Corvus leucognaphalus Daudin, 1800 - corvo collobianco
26. Corvus hawaiiensis Peale, 1848 - corvo delle Hawaii
27. Corvus corone Linnaeus, 1758 - cornacchia nera
28. Corvus cornix Linnaeus, 1758 - cornacchia grigia
29. Corvus torquatus Lesson, 1831 - corvo dal collare
30. Corvus macrorhynchos Wagler, 1827 - cornacchia beccogrosso
31. Corvus levaillantii Lesson, 1831 - corvo della giungla orientale
32. Corvus culminatus Sykes, 1832 - corvo della giungla indiano
33. Corvus orru Bonaparte, 1851 - corvo di Torres
34. Corvus insularis Heinroth, 1903 - corvo delle Bismarck
35. Corvus bennetti North, 1901 - corvo minore
36. Corvus tasmanicus Mathews, 1912 - corvo di foresta
37. Corvus mellori Mathews, 1912 - corvo imperiale minore
38. Corvus coronoides Vigors & Horsfield, 1827 - corvo imperiale australiano
39. Corvus albus Statius Müller, 1776 - corvo bianconero
40. Corvus ruficollis Lesson, 1831 - corvo collobruno
41. Corvus edithae Lort Phillips, 1895 - corvo somalo
42. Corvus corax Linnaeus, 1758 - corvo imperiale
43. Corvus cryptoleucus Couch, 1854 - corvo del Chihuahua
44. Corvus rhipidurus Hartert, 1918 - corvo coda a ventaglio
45. Corvus albicollis Latham, 1790 - corvo collobianco africano
46. Corvus crassirostris Rüppell, 1836 - corvo abissino

A queste si aggiungono numerose specie fossili (C. galushai, C. larteti, C. praecorax, C. simionescui, C. hungaricus, C. moravicus, C. pliocaenus, C. antecorax, C. betfianus, C. fossilis, C. neomexicanus, molte delle quali rappresentano verosimilmente cronospecie di C. corax o C. corone) e preistoriche (C. antipodum, C. impluviatus, C. moriorum, C. pumilis, C. viriosus).
A lungo si è pensato che il genere Corvus si sia originato in Asia centrale, e che da lì sia radiato nel resto del mondo: in realtà, tale centro di evoluzione è stato recentemente individuato in Australasia.
Nell'ambito della famiglia dei corvidi, il genere Corvus occupa un clade assieme al suo sister taxon Coloeus (che alcuni accorpano proprio a Corvus) ed a Nucifraga.

## I corvi nella cultura
Il corvo, forse per il suo colore nero lucente, colore del principio delle cose (il buio del ventre materno e quello della terra ove germina il seme), ma anche della fine (il colore della notte e della morte), ha sempre fornito una simbologia dagli opposti significati: animale della preveggenza, messaggero di esseri soprannaturali, portatore di malasorte e anche di fortuna, ecc.
Cesare Ripa nella sua opera più nota, Iconologia, lo inserisce nella simbologia dell'irresolutezza (Irresolutione), ponendo due corvi in atto di gracchiare nelle mani dell'anziana donna che ne costituisce l'icona e ne spiega anche il perché: «Se le dà i Corvi per ciascuna mano in atto di cantare, il qual canto è sempre Cras, Cras, così gli huomini irresoluti differiscono di giorno in giorno, quanto debbono con ogni diligenza operare, come dice Martiale».
Il corvo ha fama di "uccello del malaugurio": questa fama è in un certo senso certificata letterariamente anche dallo scrittore statunitense Edgar Allan Poe, il quale, nel suo Procedimento di Composizione, con il quale descrive come giunse a comporre il suo noto poema in versi Il corvo, afferma: «Ero così giunto alla concezione di un Corvo, l'uccello di malaugurio che va reiterando con monotonia l'unica parola mai più …».
La fama malaugurante gli deriva anche dalla sua predilezione per le carogne, che ha dato origine a espressioni come «Finire in pasto ai corvi», per indicare il morire (magari anche insepolti). Avendogli il dio Apollo mutate le penne da bianche a nere per punirlo di avergli portato una brutta notizia, è divenuto anche simbolo del delatore.
Secondo una leggenda, un corvo soleva mangiare dalle mani di San Benedetto; e nei monasteri dell'Ordine era uso tenerne uno addomesticato, in ricordo del Santo. Nella mitologia norrena è associato a Odino, il quale ha due corvi come portatori di messaggi: Huginn e Muninn.
Probabilmente il Ripa si ispirò anche all'Antico Testamento, laddove il vecchio Noè fa uscire per primo il corvo al fine di accertare se le acque si sono ritirate: «Esso uscì andando e tornando finché si prosciugarono sulla terra» ma il corvo non se ne andò dall'Arca e Noè fece uscire la colomba cui toccò la stessa sorte. Ma le uscite successive non furono più affidate al corvo, bensì alla colomba che finì poi con lasciare l'Arca per riprendere la propria vita. Si spiega quindi anche con questo l'interpretazione di simbolo di irresolutezza.
Il corvo compare come animale immangiabile per gli ebrei, di per sé ciò non comporta una connotazione negativa, ma assume una valenza positiva in un Midrash molto noto del libro della Genesi in cui il Signore prende le difese del corvo in una discussione con Noè, preannunciandone l'utilità futura poi citata nel I libro dei Re, il Signore incarica i corvi di portare cibo al profeta Elia. I profeti Isaia e Sofonia invece lo indicano, insieme ad altri animali, come segno di desolazione. Nel Nuovo Testamento il corvo assume una valenza positiva sulle labbra di Gesù. «Guardate i corvi: non seminano e non mietono, non hanno ripostiglio né granaio, e Dio li nutre.»
Nella mitologia degli aborigeni australiani il corvo è molto presente, svolgendo generalmente i ruoli di trickster, eroe culturale o animale totemico, portando con sé un carico di conoscenze ataviche ed intelligenza che desta negli uomini di volta in volta sospetto o ammirazione.

Secondo i noongar dell'Australia Occidentale, il corvo e la gazza australiana sono gemelli, nati originariamente con le penne di colore bianco candido: i due erano molto vanitosi, ed un giorno cominciarono a litigare su chi fosse il più bello. Secondo i clan il cui totem è la gazza, essi caddero in una pozza di fango, nella quale il corvo venne inghiottito completamente (rimanendo completamente nero) e la gazza solo in parte (da cui il piumaggio bianco dorsalmente e nero ventralmente), mentre secondo i clan il cui totem è il corvo essi caddero invece in un fuoco acceso sotto il loro posatoio.

Secondo un'altra leggenda aborigena, il corvo stava discendendo il corso del fiume Murray, quando incontrò l'albanella australasiatica: allo scopo di fare uno scherzo a quest'ultima, il corvo la spinse ad attaccare la tana abbandonata di un ratto canguro, nella quale aveva piazzato degli aculei d'echidna. Gli aculei si conficcarono nelle zampe dell'albanella, divenendo però degli artigli appuntiti che l'animale fu felice di avere acquisito.

Fra i Kulin del Victoria centro-meridionale, il corvo Waa (anche noto come Waang o Wahn) rappresenta l'antenato del gruppo etnico, assieme (ed in contrapposizione) all'aquila audace Bunjil. Sempre secondo i Kulin (in particolar modo fra i Wurundjeri, sebbene il racconto sia presente con alcune variazioni in molte nazioni aborigene), durante il tempo del Sogno il corvo riuscì a rubare il segreto del fuoco alle sette sorelle Karagturk (che portavano ciascuna un tizzone ardente incastonato sul proprio bastone, senza condividerne il segreto con nessuno) per poter cucinare l'igname. L'animale, infatti, le attirò su una collina piena di serpenti promettendo loro una grande quantità di larve di formica: nella concitazione del combattimento, in cui le sorelle utilizzavano i bastoni per tener lontano i serpenti, i tizzoni caddero a terra, venendo lestamente presi dal corvo, che li nascose in una pelle di canguro per poi portarli con sé in cima a un albero. Quando Bunjil l'aquila, che aveva osservato la scena, chiese a Waa del fuoco per arrostire un possum, ben presto seguito da un gran numero di altri abitanti dell'outback: il corvo, spaventato dalla folla vociante, cominciò a gettare i tizzoni contro gli astanti, i quali per tutta risposta cominciarono a raccoglierli per portarli con sé. Fra questi ultimi c'era anche Kurok-goru (che li trasportò sul dorso, cosa che spiegherebbe secondo gli aborigeni la groppa rossa di questi uccelli), ma soprattutto dai due aiutanti di Bunjil, Djurt-djurt il gheppio australiano e Thara l'albanella macchiata, che li raccolsero quasi tutti (ed in un'altra storia li utilizzeranno per incendiare il territorio di Balayang il pipistrello): nel tafferuglio che conseguì tale azione si generò un incendio, che venne fermato da Bunjil, non prima di aver bruciato il piumaggio di Waa (che infatti è rimasto nero da quel momento in poi) ed aver causato la fuga delle Karagturk in cielo, dove sono osservabili ancor oggi sotto forma di Pleiadi (sette stelle, la cui luminosità è rappresentata secondo gli aborigeni dal tizzone ancora incandescente sul bastone). Secondo altri racconti, un giorno anche i corvi lasciarono in gran numero la Terra, andando a stabilirsi in cielo formando la stella Canopo.

La contrapposizione fra il corvo e l'aquila è molto viva fra gli aborigeni: fra gli Yanyuwa del Territorio del Nord, per esempio, è diffusa la credenza secondo la quale i corvi, pieni di rancore verso gli uomini (colpevoli di impedire loro di cibarsi a sufficienza, scacciandoli dalle aree dove sono intenti a nutrirsi), siano soliti aggredire (muniti di un bastone nel becco, verosimilmente un riferimento all'abilità di molte specie di manipolare degli attrezzi) le anime dei defunti durante il loro viaggio verso l'Aldilà, contrastati però dai rapaci.